# Sidus Ludoviciana

Sidus Ludoviciana är en stjärna av magnitud +7,58 i stjärnbilden Stora björnen. Den upptäcktes den 2 december 1722 av den tyske teologen och vetenskapsmannen Johann Georg Liebknecht, som trodde att den var en planet och döpte den efter den tyske lantgreven Ludvig V av Hessen-Darmstadt till ”Ludvigs stjärna”. Liebknecht kom att bli hårt kritiserad för sin snabba slutsats om att han funnit en ny planet.
Sidus Ludoviciana utgör en optisk dubbelstjärna till stjärnsystemet Mizar (Zeta Ursae Majoris) och Alcor (80 Ursae Majoris). Den ligger fem gånger så långt från Jorden, som Mizar och Alcor.